# Johann Jakob Sorber

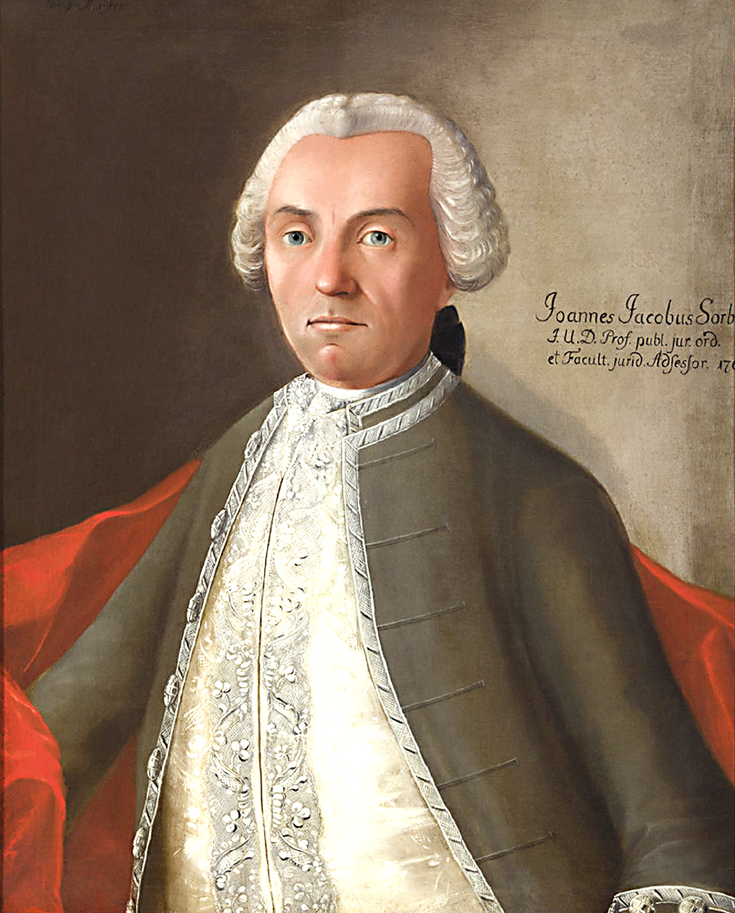
Johann Jakob Sorber

Johann Jakob Sorber (auch Johann Jacob Sorber; * 29. September 1714 in Erfurt; † 25. November 1797 in Marburg) war ein deutscher Rechtswissenschaftler und Hochschullehrer.

## Leben
Sorber war Sohn des Glocken- und Stückgießer Nicolaus Jonas Sorber. Er absolvierte das Ratsgymnasiums in Erfurt. Die philosophischen Kurse und erste rechtswissenschaftliche Vorlesungen hörte er an der Universität Erfurt. 1732 wechselte er an die Universität Jena. Zu seinen Lehrern zählten Dietrich Hermann Kemmerich, Burkhard Gotthelf Struve und Johann Salomon Brunnquell. Unter Johann Georg Estor wurde er am 9. April 1740 zum Dr. iur. promoviert. In der Folgezeit hielt er als Dr. legens Vorlesungen an der Jenaer Universität, zugleich wirkte er als Advokat.
Sorber erhielt am 8. März 1754 einen Ruf als dritter ordentlicher Professor der Rechte an die Universität Marburg. Seine Antrittsvorlesung hielt er am 1. November 1754. Er wirkte in den Bereichen Institutionen und Pandekten, Lehenrecht und Kriminalrecht sowie kanonisches Recht. Er lehrte zuletzt im Sommersemester 1792. 1758, 1762, 1766, 1771, 1775, 1778, 1782, 1785, 1789 und 1794 war er Dekan der Juristischen Fakultät und 1758 und 1770 als Prorektor der Universität.
Sorber erblindete 1772 fast vollständig, wurde jedoch am 3. Mai 1774 durch Johann Heinrich Jung-Stilling operiert und erlangte seine Sehkraft zurück.

## Werke (Auswahl)
- Commentatio de comitiis veterum Germanorum antiquis, Ritter, Jena 1745.
- Commentatio de censv constitvtivo sev mvtvo palliato, Ritter, Jena 1746.
- Dissertatio iuris Germanici de natura et indole remedii devolutivi adpellationis in Germania aliisque provinciis, Ritter, Jena 1746.
- Programma De Legitimis Subsidiis Ad Solidam Cognitionem In Iurisprudentia Feudali Adspirandi, Müller, Marburg 1754.
- Commentatio De Institutis Sacris Populorum Germanicorum Et Septemtrionalium Gentilium, Bayrhoffer, Marburg 1791.